# Николаев, Евгений Владиславович
Евге́ний Владисла́вович Никола́ев (род. 13 января 1986 года, Шемонаиха, Восточно-Казахстанская область, КазССР, СССР) — казахстанский и белорусский хоккеист, выступавший в высших дивизионах чемпионатов этих стран.

## Биография
Родился 13 января 1986 года в Шемонаихе. Воспитанник усть-каменогорской хоккейной школы. Игровую карьеру начал в составе клубов, выступавших в Высшей лиге чемпионата России: московских «Крыльях Советов» (2003/2004) и кирово-чепецкой «Олимпии» (2004/2005), по ходу сезона привлекался в московские молодёжные клубы первой лиги: «Крылья Советов — 2» и «Русь».
Вернувшись в Усть-Каменогорск в 2005 году, играл в команде «Казцинк-Торпедо-2», втором составе восточно-казахстанского клуба, представлявшей его в первой лиге российского первенства. По ходу сезона уехал в Беларусь, где до 2007 года выступал в командах «Юность-Минск» и «Юниор» (игравших, соответственно в высшем и втором дивизионах национального чемпионата.
В 2007 году вернулся в Казахстан, войдя в состав павлодарского клуба «Иртыш», выступавшего в чемпионате Казахстана и в первой лиге чемпионата России. Часть сезона 2007/2008 выступал в составе другого клуба первой российской лиги — «Шахтёра» из Прокопьевска.
С 2008 года вновь играл за выступающий в Высшей лиге чемпионата России клуб из Усть-Каменогорска «Казцинк-Торпедо». В 2009 году вошёл в воссозданный для участия в формируемой Казахской хоккейной лиге клуб «Казцинк-Торпедо-2». В ноябре 2009 года перешёл в возобновлённый павлодарский клуб «Иртыш», выигравший в сезоне 2009/2010 бронзовые медали первого проводимого под эгидой Казахской хоккейной лиги национального чемпионата.
В 2011 году получил белорусское гражданство и принял участие в играх национальной сборной в Кубке Полесья. В сезоне 2011/2012 представлял клуб «Гомель», в 2012—2014 годы — клуб «Шахтёр» из Солигорска (выступающие в Белорусской экстралиге). Дважды в их составе становился бронзовым призёром национального чемпионата. Завершил карьеру в 2014 году.

## Достижения
- Чемпион Беларуси 2005/2006[англ.]
- Бронзовый призёр чемпионата Беларуси 2006/2007[англ.]
- Бронзовый призёр чемпионата Казахстана 2009/2010
- Бронзовый призёр чемпионата Беларуси 2011/2012
- Бронзовый призёр чемпионата Беларуси 2012/2013